# Coupe des clubs champions européens 1979-1980
Navigation
Édition précédente Édition suivante
La Coupe des clubs champions européens 1979-1980 a vu la victoire de Nottingham Forest.
Le club de Nottingham conserve ainsi son titre acquis en 1979.
La compétition s'est terminée le 28 mai 1980 par la finale au Stade Santiago Bernabéu à Madrid.

## Tour préliminaire
| Équipe 1   | Résultat | Équipe 2    | Aller | Retour |
| ---------- | -------- | ----------- | ----- | ------ |
| Dundalk FC | 3 - 1    | Linfield FC | 1 - 1 | 2 - 0  |

## Seizièmes de finale
| Équipe 1             | Résultat | Équipe 2        | Aller | Retour |
| -------------------- | -------- | --------------- | ----- | ------ |
| Liverpool FC         | 2 - 4    | Dinamo Tbilissi | 2 - 1 | 0 - 3  |
| Nottingham Forest FC | 3 - 1    | Östers IF       | 2 - 0 | 1 - 1  |
| KF Partizan Tirana   | 2 - 4    | Celtic FC       | 1 - 0 | 1 - 4  |
| Dundalk FC           | 2 - 1    | Hibernians FC   | 2 - 0 | 0 - 1  |
| Levski Sofia         | 0 - 3    | Real Madrid CF  | 0 - 1 | 0 - 2  |
| FC Argeș Pitești     | 3 - 2    | AEK Athènes     | 3 - 0 | 0 - 2  |
| IK Start             | 1 - 6    | RC Strasbourg   | 1 - 2 | 0 - 4  |
| BFC Dynamo           | 4 - 1    | Ruch Chorzów    | 4 - 1 | 0 - 0  |
| Újpest FC            | 3 - 4    | Dukla Prague    | 3 - 2 | 0 - 2  |
| Red Boys Differdange | 3 - 7    | Omonia Nicosie  | 2 - 1 | 1 - 6  |
| HJK Helsinki         | 2 - 16   | Ajax Amsterdam  | 1 - 8 | 1 - 8  |
| Valur Reykjavik      | 1 - 5    | Hambourg SV     | 0 - 3 | 1 - 2  |
| Hajduk Split         | 2 - 0    | Trabzonspor     | 1 - 0 | 1 - 0  |
| Vejle BK             | 4 - 3    | Austria Vienne  | 3 - 2 | 1 - 1  |
| FC Porto             | 1 - 0    | AC Milan        | 0 - 0 | 1 - 0  |
| Servette FC          | 4 - 2    | KSK Beveren     | 3 - 1 | 1 - 1  |

## Huitièmes de finale
| Équipe 1             | Résultat | Équipe 2         | Aller  | Retour  |
| -------------------- | -------- | ---------------- | ------ | ------- |
| Nottingham Forest FC | 4 - 1    | FC Argeș Pitești | 2 - 0  | 2 - 1   |
| Celtic FC            | 3 - 2    | Dundalk FC       | 3 - 2  | 0 - 0   |
| BFC Dynamo           | 4 - 3    | Servette FC      | 2 - 1  | 2 - 2   |
| Dukla Prague         | 1 - 2    | RC Strasbourg    | 1 - 0  | 0 - 2ap |
| Hambourg SV          | 6 - 3    | Dinamo Tbilissi  | 3 - 1  | 3 - 2   |
| Vejle BK             | 2 - 4    | Hajduk Split     | 0 - 3  | 2 - 1   |
| Ajax Amsterdam       | 10 - 4   | Omonia Nicosie   | 10 - 0 | 0 - 4   |
| FC Porto             | 2 - 2E   | Real Madrid CF   | 2 - 1  | 0 - 1   |

## Quarts de finale
| Équipe 1             | Résultat | Équipe 2       | Aller | Retour |
| -------------------- | -------- | -------------- | ----- | ------ |
| Nottingham Forest FC | 3 - 2    | BFC Dynamo     | 0 - 1 | 3 - 1  |
| Celtic FC            | 2 - 3    | Real Madrid CF | 2 - 0 | 0 - 3  |
| Hambourg SV          | 3 - 3E   | Hajduk Split   | 1 - 0 | 2 - 3  |
| RC Strasbourg        | 0 - 4    | Ajax Amsterdam | 0 - 0 | 0 - 4  |

## Demi-finales
| Équipe 1             | Résultat | Équipe 2       | Aller | Retour |
| -------------------- | -------- | -------------- | ----- | ------ |
| Nottingham Forest FC | 2 - 1    | Ajax Amsterdam | 2 - 0 | 0 - 1  |
| Real Madrid CF       | 3 - 5    | Hambourg SV    | 2 - 0 | 1 - 5  |

## Finale
| 28 mai 1980  | Nottingham Forest FC | 1 – 0 | Hambourg SV | Stade Santiago Bernabéu, Madrid                  |                                                  |
| 20 h 30 CEST | Robertson 20e        |       |             | Spectateurs : 51 000 Arbitrage : António Garrido | Spectateurs : 51 000 Arbitrage : António Garrido |
| 20 h 30 CEST | Rapport              |       |             | Spectateurs : 51 000 Arbitrage : António Garrido | Spectateurs : 51 000 Arbitrage : António Garrido |